# (93) Минерва
(93) Минерва (лат. Minerva) — тройной астероид главного пояса, который принадлежит к тёмному спектральному классу C. Он был открыт 24 августа 1867 года американо-канадским астрономом Джеймсом Уотсоном в Детройтской обсерватории (США) и назван в честь древнеримской богини мудрости Минервы.

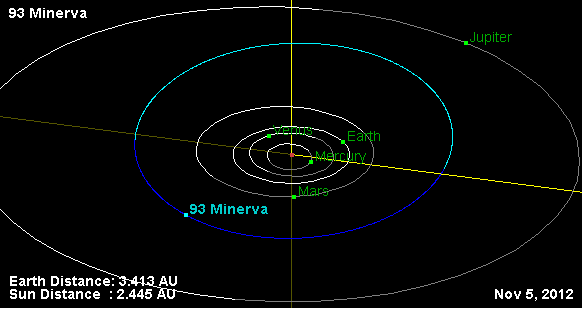
Орбита астероида Минерва и его положение в Солнечной системе

22 ноября 1982 года астрономы Франции, Испании и США наблюдали покрытие астероидом звезды AG+29°398. По результатам этих наблюдений диаметр Минервы был оценён равным 170,8 ± 1,4 км. Впоследствии, после обработки данных, полученных с помощью инфракрасной космической лаборатории IRAS, были уточнены альбедо и диаметр астероида, равный 141 ± 4 км. Масса Минервы — 3,7⋅1018 кг, плотность — 1,5 ± 0,2 г/см³.

## Спутники

Снимок Минервы, сделанный при помощи адаптивной оптики (кружками выделены её спутники).

16 августа 2009 года в обсерватории Кек у астероида Минерва были открыты два небольших естественных спутника размером 4 и 3 км, которые вращаются вокруг главного астероида на расстоянии 625 и 375 км соответственно. Спутники получили собственные имена от Международного астрономического союза Эгида (S/(93) 1 Aegis) и Горгонейон (S/(93) 2 Gorgoneion) в честь волшебного оружия богини мудрости Минервы. Имена были выбраны из вариантов, предложенных любителями астрономии и просто интересующимися людьми по электронной почте. Диаметр Эгиды — 4 км, Горгонейона — 3 км, они находятся на расстоянии 625 км (Эгида) и 375 км (Горгонейон) от Минервы.
| Номер | Название   | Предварительное обозначение | Радиус орбиты | Диаметр |
| ----- | ---------- | --------------------------- | ------------- | ------- |
| I     | Эгида      | S/2009 (93) 1               | 625 км        | 4 км    |
| II    | Горгонейон | S/2009 (93) 2               | 375 км        | 3 км    |